# 3 Łotewski Pułk Policyjny
3 Łotewski Pułk Policyjny „Cēsis” (niem. Lettisches Polizei Regiment 3 „Cēsis”) – kolaboracyjna jednostka policyjna złożona z Łotyszy podczas II wojny światowej

## Historia
Został utworzony w lutym 1944 na bazie 317 Łotewskiego batalionu schutzmannschaft, 318 Łotewskiego batalionu schutzmannschaft i 321 Łotewskiego batalionu schutzmannschaft. Na jego czele stanął Waffen-Obersturmbannführer der SS Alberts Kleinbergs. Funkcję szefa sztabu pełnił Waffen-Obersturmbannführer der SS Nikolajs Rusmanis. Początkowo pułk zwalczał partyzantów. Latem 1944 wszedł w skład grupy wojskowej SS-Obergruppenführera Friedricha Jeckelna, działającej w rejonie byłej granicy łotewsko-sowieckiej. Łotysze walczyli z Armią Czerwoną pod Dyneburgiem, ponosząc duże straty. Pod koniec sierpnia 1944 r. pułk został rozformowany, a jego resztki włączono w skład 1 Łotewskiego Ochotniczego Pułku Policyjnego „Ryga”.